# Паулін Рамар
Паулін Рамар (фр. Pauline Ramart 22 листопада 1880, XIV округ Парижа, Франція — 17 березня 1953, XV округ Парижа, Франція) — французький хімік і політик. Вона була другою жінкою, яка була призначена професором Паризького університету після Марії Кюрі.

## Біографія
Паулін Рамар народилася 22 листопада 1880 року в Парижі. Вона була дочкою коваля Рене Лукаса та його дружини Марі Перрін Сенігуар. Щоб мати можливість навчання, вона торгувала штучними квітами. Її бажання вчитися спонукало її записатися на вечірні класи. Вона отримала атестат про середню освіту. Уроки англійської мови вона брала у фармацевта, який виявив її інтерес до хімії. У 29 років вона отримала ліцензію з фізичних науки.
Паулін Рамар почала свою професійну кар'єру в лабораторії Альбіна Халлера на факультеті наук у Парижі. Потім вона стала викладачем в Інституті Пастера. В 1913 році вона отримала ступінь доктора з органічної хімії за роботу на тему «синтез спиртів» у Паризькому університеті Сорбонна під керівництвом Халлера.
Після довгих років праці в Інституті Пастера в 1925 році вона стала викладачем на факультеті наук Паризького університету за підтримки Жана Перрена. У 1930 році вона стала другою після Марії Кюрі жінкою, призначеною професором Паризького університету.
Паулін Рамар завідувала кафедрою органічної хімії на факультеті наук у Парижі з 1944 року до своєї смерті в 1953 році. Вона відіграла важливу роль у захисті права жінок голосувати під час свого перебування на посаді віце-президента секції національної освіти Тимчасової консультативної асамблеї Франції.
За свій внесок у науку вона отримала кілька нагород і визнань, у тому числі орден Почесного легіону Франції та науково-дослідницьку премію Елен Х. Річардс від Американської асоціації жінок з вищою освітою.